# Unione Calcio Sampdoria 1960-1961
Questa voce raccoglie le informazioni riguardanti l'Unione Calcio Sampdoria nelle competizioni ufficiali della stagione 1960-1961.

## Stagione
La Sampdoria nel 1960-61 ha partecipato al campionato di Serie A nel quale si è classificata al quarto posto con 41 punti, dietro alla Juventus con 49 punti, campione d'Italia per la dodicesima volta, al Milan secondo con 45 punti, terzo l'Inter con 44 punti. Il blucerchiato Sergio Brighenti con 27 reti ha vinto la classifica dei marcatori davanti a Omar Sívori della Juventus con 25 reti e José Altafini terzo con 22 reti.
In Coppa Italia supera il Prato ai tiri di rigore al secondo turno, il Bari ai supplementari negli ottavi, quindi viene eliminata dalla Juventus ai quarti. In Coppa Mitropa non superò invece la fase a gironi.

## Organigramma societario
Area direttiva
- Presidente: Alberto Ravano

Area tecnica
- Allenatore: Eraldo Monzeglio

## Divise
| Prima divisa |

## Rosa
| N. |                    | Ruolo | Calciatore           |
| -- | ------------------ | ----- | -------------------- |
|    | Italia (bandiera)  | P     | Ezio Bardelli        |
|    | Italia (bandiera)  | P     | Ugo Rosin            |
|    | Italia (bandiera)  | P     | Franco Sattolo       |
|    | Italia (bandiera)  | D     | Guido Vincenzi       |
|    | Italia (bandiera)  | D     | Paolo Marocchi       |
|    | Italia (bandiera)  | D     | Giovanni Delfino     |
|    | Italia (bandiera)  | D     | Gaetano Vergazzola   |
|    | Italia (bandiera)  | D     | Glauco Tomasin       |
|    | Italia (bandiera)  | C     | Mario Bergamaschi    |
|    | Italia (bandiera)  | C     | Gaudenzio Bernasconi |
|    | Italia (bandiera)  | C     | Azeglio Vicini       |
|    | Austria (bandiera) | C     | Ernst Ocwirk         |

| N. |                       | Ruolo | Calciatore          |
| -- | --------------------- | ----- | ------------------- |
|    | Italia (bandiera)     | C     | Severino Lojodice   |
|    | Italia (bandiera)     | C     | Luigi Toschi        |
|    | Italia (bandiera)     | C     | Bruno Mora          |
|    | Italia (bandiera)     | C     | Giuseppe Recagno    |
|    | Italia (bandiera)     | C     | Manlio Vigna        |
|    | Italia (bandiera)     | C     | Mario Frustalupi    |
|    | Svezia (bandiera)     | A     | Lennart Skoglund    |
|    | Italia (bandiera)     | A     | Sergio Brighenti    |
|    | Argentina (bandiera)  | A     | Ernesto Cucchiaroni |
|    | Italia (bandiera)     | A     | Luigi Mainardi      |
|    | Jugoslavia (bandiera) | C     | Vujadin Boškov      |
|    | Jugoslavia (bandiera) | A     | Todor Veselinović   |

## Risultati

### Serie A

#### Girone di andata
| Arbitro: | Leita (Udine) |

|  |           |          |
|  | Marcatori | 18’ Mora |

| Arbitro: | Rigato (Mestre) |

|                        |           |           |
| Brighenti 2’, 35’, 77’ | Marcatori | 26’ Milan |

| Arbitro: | Marchese (Frattamaggiore) |

|           |           |                 |
| Conti 60’ | Marcatori | 32’ Cucchiaroni |

| Arbitro: | De Marchi (Pordenone) |

|                         |           |                          |
| Skoglund 17’ Ocwirk 43’ | Marcatori | 40’ Barison 65’ Altafini |

| Arbitro: | Di Tonno (Lecce) |

|                           |           |                        |
| Morbello 24’ Catalani 69’ | Marcatori | 37’ Brighenti 48’ Mora |

| Arbitro: | Sebastio (Taranto) |

|                      |           |  |
| Brighenti 47’ (rig.) | Marcatori |  |

| Arbitro: | Samani (Trieste) |

|                  |           |               |
| Gotti 56’ (rig.) | Marcatori | 42’ Brighenti |

| Genova 20 novembre 1960 8ª giornata | Sampdoria       | 0 – 0 | Napoli | Stadio Luigi Ferraris\| Arbitro: \| Rigato (Mestre) \| |
| Arbitro:                            | Rigato (Mestre) |       |        |                                                        |

| Arbitro: | Jonni (Macerata) |

|                                       |           |  |
| Firmani 37’ Bicicli 74’ Angelillo 76’ | Marcatori |  |

| Arbitro: | Sbardella (Roma) |

|               |           |  |
| Brighenti 21’ | Marcatori |  |

| Arbitro: | Campanati (Milano) |

|                                       |           |  |
| Calvanese 14’ Biagini 43’ Morelli 47’ | Marcatori |  |

| Arbitro: | Francescon (Padova) |

|                                        |           |                    |
| Charles 22’ Sivori 24’ Mora 25’ (rig.) | Marcatori | 57’, 64’ Brighenti |

| Arbitro: | Bonetto (Torino) |

|                               |           |  |
| Ocwirk 18’ Brighenti 20’, 23’ | Marcatori |  |

| Arbitro: | Marchese (Napoli) |

|                                      |           |                               |
| Lojacono 46’ Manfredini 77’ Losi 79’ | Marcatori | 52’ Cucchiaroni 74’ Brighenti |

| Arbitro: | Righetti (Torino) |

|            |           |  |
| Toschi 16’ | Marcatori |  |

| Arbitro: | Righi (Milano) |

|                                                                           |           |               |
| Pentrelli 17’ Bettini 25’, 39’, 53’ Canella 47’ Mereghetti 49’ (rig.) 61’ | Marcatori | 65’ Brighenti |

| Arbitro: | Campanati (Milano) |

|                               |           |             |
| Ocwirk 2’ Tumburus 24’ (aut.) | Marcatori | 48’ Demarco |

#### Girone di ritorno
| Arbitro: | Grignani (Milano) |

|                         |           |                       |
| Skoglund 4’, 72’ (rig.) | Marcatori | 90’ (aut.) Bernasconi |

| Arbitro: | Francescon (Padova) |

|            |           |  |
| Petris 54’ | Marcatori |  |

| Arbitro: | De Robbio (Torre Annunziata) |

|                                       |           |           |
| Skoglund 5’, 57’ (rig.) Brighenti 63’ | Marcatori | 77’ Conti |

| Arbitro: | Annoscia (Bari) |

|                                         |           |               |
| Salvadore 56’ Vernazza 57’ Altafini 70’ | Marcatori | 65’ Brighenti |

| Arbitro: | Righi (Milano) |

|              |           |            |
| Vincenzi 25’ | Marcatori | 31’ Azzali |

| Arbitro: | Grignani (Milano) |

|  |           |             |
|  | Marcatori | 41’ Recagno |

| Arbitro: | Babini (Ravenna) |

|             |           |  |
| Recagno 62’ | Marcatori |  |

| Arbitro: | Angelini (Firenze) |

|                      |           |  |
| Pivatelli 14’ (rig.) | Marcatori |  |

| Arbitro: | De Marchi (Pordenone) |

|                              |           |                      |
| Brighenti 14’, 53’, 86’, 88’ | Marcatori | 37’ Corso 76’ Zaglio |

| Arbitro: | Sebastio (Taranto) |

|  |           |                               |
|  | Marcatori | 25’, 85’ Brighenti 32’ Ocwirk |

| Arbitro: | Politano (Cuneo) |

|                               |           |  |
| Cucchiaroni 38’ Brighenti 83’ | Marcatori |  |

| Arbitro: | De Marchi (Pordenone) |

|                               |           |                 |
| Brighenti 28’, 38’ Ocwirk 76’ | Marcatori | 18’, 32’ Sivori |

| Arbitro: | Genel (Trieste) |

|                      |           |  |
| Milani 40’, 70’, 78’ | Marcatori |  |

| Arbitro: | Bonetto (Torino) |

|                                 |           |                            |
| Cucchiaroni 16’, 80’ Ocwirk 35’ | Marcatori | 6’ Manfredini 51’ Raimondi |

| Arbitro: | Roversi (Bologna) |

|              |           |  |
| Catalano 26’ | Marcatori |  |

| Arbitro: | Grignani (Milano) |

|                                   |           |                    |
| Cucchiaroni 9’, 43’ Brighenti 19’ | Marcatori | 72’, 74’ Pentrelli |

| Arbitro: | Cataldo (Lecce) |

|                                                |           |                                                |
| Renna 19’ Pascutti 33’ Vinicio 66’ Demarco 85’ | Marcatori | 7’, 78’ Brighenti 34’ Cucchiaroni 51’ Skoglund |

### Coppa Italia
| Arbitro: | Angonese (Mestre) |

|                                    |                      |                                    |
| Brighenti 29’, 53’ Cucchiaroni 95’ | Marcatori            | 81’ Baruffi 82’ Colla 100’ Grabesu |
| Brighenti                          | Tiri di rigore 4 – 3 | Targioni                           |

| Arbitro: | Leita (Udine) |

|                       |           |                          |
| Bernasconi 64’ (aut.) | Marcatori | 75’ (rig.), 115’ Recagno |

| Arbitro: | Rigato (Mestre) |

|  |           |                 |
|  | Marcatori | 11’, 54’ Nicolè |

### Coppa Mitropa

#### Fase a gironi
| Arbitro: | Francescon |

|              |           |              |
| Skoglund 35’ | Marcatori | 71’ Pascutti |

| Arbitro: | Mach |

|                                                   |           |                           |
| Nemec 26’, 36’ Riegler 51’ Schleger 84’ Fiala 85’ | Marcatori | 57’ Skoglund 60’ Lojodice |

| Arbitro: | Seipelt |

|              |           |           |
| Lojodice 59’ | Marcatori | 36’ Kopsa |

## Statistiche

### Statistiche di squadra
| Competizione  | Punti | In casa | In casa | In casa | In casa | In casa | In casa | In trasferta | In trasferta | In trasferta | In trasferta | In trasferta | In trasferta | Totale | Totale | Totale | Totale | Totale | Totale | DR |
| Competizione  | Punti | G       | V       | N       | P       | Gf      | Gs      | G            | V            | N            | P            | Gf           | Gs           | G      | V      | N      | P      | Gf     | Gs     | DR |
| ------------- | ----- | ------- | ------- | ------- | ------- | ------- | ------- | ------------ | ------------ | ------------ | ------------ | ------------ | ------------ | ------ | ------ | ------ | ------ | ------ | ------ | -- |
| Serie A       | 41    | 17      | 14      | 3       | 0       | 35      | 15      | 17           | 3            | 4            | 10           | 19           | 36           | 34     | 17     | 7      | 10     | 54     | 51     | +3 |
| Coppa Italia  |       | 2       | 0       | 1       | 1       | 3       | 5       | 1            | 1            | 0            | 0            | 2            | 1            | 3      | 1      | 1      | 1      | 5      | 6      | -1 |
| Coppa Mitropa | 2     | 2       | 0       | 2       | 0       | 2       | 2       | 1            | 0            | 0            | 1            | 2            | 5            | 3      | 0      | 2      | 1      | 4      | 7      | -3 |
| Totale        |       | 21      | 14      | 6       | 1       | 40      | 22      | 19           | 4            | 4            | 11           | 23           | 42           | 40     | 18     | 10     | 12     | 63     | 64     | -1 |

### Statistiche dei giocatori
In campionato si aggiunga una autorete a favore. In corsivo i giocatori ceduti a stagione in corso.
| Giocatore      | Serie A  | Serie A | Coppa Italia | Coppa Italia | Coppa Mitropa | Coppa Mitropa | Totale   | Totale |
| Giocatore      | Presenze | Reti    | Presenze     | Reti         | Presenze      | Reti          | Presenze | Reti   |
| -------------- | -------- | ------- | ------------ | ------------ | ------------- | ------------- | -------- | ------ |
| E. Bardelli    | 0        | 0       | -            | -            | -             | -             | 0        | 0      |
| U. Rosin       | 24       | -30     | 3            | -6           | 2             | -1            | 29       | -37    |
| F. Sattolo     | 10       | -21     | -            | -            | 2             | -1            | 12       | -22    |
| G. Vincenzi    | 33       | 1       | 2            | 0            | 1             | 0             | 36       | 1      |
| P. Marocchi    | 34       | 0       | 2            | 0            | 2             | 0             | 38       | 0      |
| G. Delfino     | 8        | 0       | 1            | 0            | -             | -             | 9        | 0      |
| G. Vergazzola  | 1        | 0       | -            | -            | 1             | 0             | 2        | 0      |
| G. Tomasin     | -        | -       | 2            | 0            | 2             | 0             | 4        | 0      |
| M. Bergamaschi | 28       | 0       | 3            | 0            | 3             | 0             | 34       | 0      |
| G. Bernasconi  | 34       | 0       | 3            | 0            | 3             | 0             | 40       | 0      |
| A. Vicini      | 27       | 0       | 2            | 0            | 3             | 0             | 32       | 0      |
| E. Ocwirk      | 32       | 6       | 1            | 0            | 2             | 0             | 35       | 6      |
| S. Lojodice    | 22       | 0       | 2            | 0            | 2             | 2             | 26       | 2      |
| L. Toschi      | 20       | 1       | 3            | 0            | 3             | 0             | 26       | 1      |
| B. Mora        | 5        | 2       | 1            | 0            | -             | -             | 6        | 2      |
| G. Recagno     | 8        | 2       | 2            | 2            | 1             | 0             | 11       | 4      |
| M. Vigna       | 2        | 0       | -            | -            | -             | -             | 2        | 0      |
| M. Frustalupi  | -        | -       | 1            | 0            | -             | -             | 1        | 0      |
| L. Skoglund    | 24       | 6       | 1            | 0            | 2             | 2             | 27       | 8      |
| S. Brighenti   | 33       | 27      | 1            | 2            | -             | -             | 34       | 29     |
| E. Cucchiaroni | 29       | 8       | 1            | 1            | 3             | 0             | 33       | 9      |
| L. Mainardi    | -        | -       | 2            | 0            | 1             | 0             | 3        | 0      |
| V. Boskov      | -        | -       | -            | -            | 1             | 0             | 1        | 0      |
| T. Veselinovic | -        | -       | -            | -            | 1             | 0             | 1        | 0      |